# Antialdosteronici

Skeletal formulae of aldosterone antagonists

Un antialdosteronico o antimineralcorticoide è un farmaco diuretico che antagonizza l'azione dell'aldosterone nei recettori mineralcorticoidi (detto in inglese: MR Antagonist, Mineralcorticoid Receptor Antagonist). Questo gruppo di farmaci è spesso usato come terapia aggiuntiva, in combinazione con altri farmaci, per la gestione dell'insufficienza cardiaca cronica. Lo spironolattone, il primo membro della classe, è anche usato nella gestione dell'iperaldosteronismo (inclusa la sindrome di Conn) e dell'irsutismo femminile (a causa di ulteriori azioni antiandrogene). La maggior parte degli antimineralcorticoidi, incluso lo spironolattone, sono spirolattoni steroidei. Finerenone è un antimineralocorticoide non steroideo.

## Meccanismo d'azione
Gli antagonisti dell'aldosterone sono, come suggerisce il nome, antagonisti dei recettori dei mineralcorticoidi. L'antagonismo di questi recettori inibisce il riassorbimento del sodio nel dotto di raccolta del nefrone nei reni. Ciò interferisce con lo scambio di sodio / potassio, riducendo l'escrezione urinaria di potassio e aumentando debolmente l'escrezione di acqua (diuresi).
Nell'insufficienza cardiaca congestizia, vengono utilizzati in aggiunta ad altri farmaci per l'effetto diuretico additivo, che riduce l'edema e il carico di lavoro cardiaco.

## Lista
I membri di questa classe in ambito clinico includono:
Di uso comune
- Spironolattone — il primo e più usato membro di questa classe
- Eplerenone - molto più selettivo dello spironolattone sul bersaglio, ma un po' 'meno potente ed efficace

Uso non comune
- Canrenone e Canrenoato di potassio - uso molto limitato
- Finerenone - non steroideo e più potente e selettivo rispetto a eplerenone o spironolattone.

Alcuni farmaci hanno anche effetti antimineralcorticoidi secondari al loro principale meccanismo di azione. Gli esempi includono progesterone, drospirenone, gestodene e benidipina.